# Валя (Италия)
Ва̀ля (на италиански: Vaglia) е малко градче и община в централна Италия, провинция Флоренция, регион Тоскана. Разположено е на 290 m надморска височина. Населението на общината е 5183 души (към 2010 г.).